# Salzburger Liedertafel
Die Salzburger Liedertafel ist ein 1847 gegründeter, traditionsreicher Konzertchor in Salzburg.

## Geschichte
Die Salzburger Liedertafel wurde am 22. November 1847 vom damaligen Direktor des Dommusikvereins und Mozarteums Alois Taux als ein Zusammenschluss aller Salzburger Sänger zu einem großen Männerchor gegründet. Sie ist damit die älteste Liedertafel im Land Salzburg.
Ihren ersten öffentlichen Auftritt hatte die Salzburger Liedertafel am 23. März 1848 in der Salzburger Residenz mit Werken von Friedrich Wilhelm Kücken und Johann Wenzel Kalliwoda.

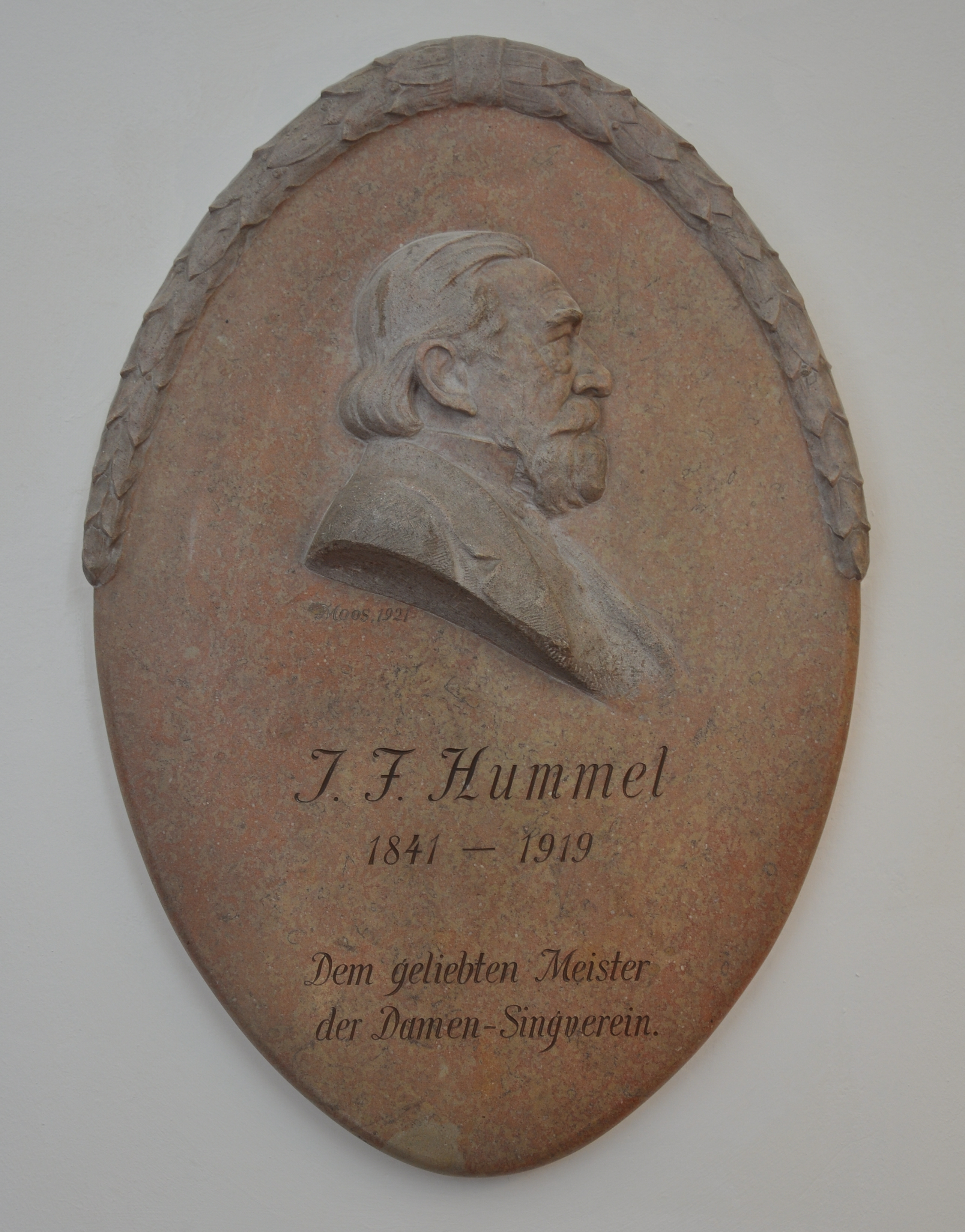
Gedenkrelief für Josef Friedrich Hummel im Mozarteum Salzburg

Sie wirkte seit den 1850er Jahren bei Mozarteums-Konzerten mit und war an zahlreichen bedeutenden Salzburger Erstaufführungen beteiligt. Zum Empfang von Kaiserin Elisabeth in Salzburg komponierte Alois Taux sogar einen Festchor. 1892 wurde Josef Friedrich Hummel (1841–1919) für 30 Jahre Leiter des Chores, unter ihm trat man auch im Rahmen der Salzburger Mozartfeste und seit 1920 bei den Salzburger Festspielen auf.
Auf Hummel folgte mit Ernst Sompek der Komponist der Salzburger Landeshymne. Auch er sollte den Chor 25 Jahre leiten und vor allem auch im Ausland bekannt machen. Konzerte fanden zu dieser Zeit schon meistens mit dem Damensingverein Hummel statt.
1939 schloss sich die Liedertafel mit dem Salzburger Männergesangsverein zusammen, während des Zweiten Weltkrieges waren allerdings zwei Drittel der Mitglieder zum Kriegsdienst eingeteilt und das Vereinsleben ruhte.
Am 30. Oktober 1946 begann man wieder mit dem geregelten Chorbetrieb und bereits am 8. März 1948 schloss sich die Liedertafel mit dem Damensingverein Hummel und der Salzburger Chorvereinigung zu einem Chor zusammen. Damit war aus dem Männergesangsverein ein gemischter Chor geworden.
1952 wurde die Liedertafel als erster österreichischer Verein mit der Walther von der Vogelweide-Medaille für Kunst und Kultur in Silber des Österreichischen Sängerbundes ausgezeichnet.
1992 trat die Liedertafel gemeinsam mit der Singakademie Dresden bei Konzerten in Salzburg, Dresden und Budapest auf.
1997 wurde das 150-Jahr Jubiläum mit einer Ausstellung, einem Festabend und der Aufführung von Mendelssohns „Paulus“ gefeiert.
2003 nahm die Salzburger Liedertafel als einer von mehreren Chören aus dem Bundesland Salzburg an der Uraufführung des Werkes „Logos“ von Wolfgang Wagner im Rahmen des Salzburger Landeschorfestes teil. Außerdem Aufführung der „Carmina Burana“ von Carl Orff gemeinsam mit der Singakademie Dresden auf der Freilichtbühne in Rathen sowie dem Zwinger in Dresden.
2004 Aufführung der „Schöpfung“ von Joseph Haydn gemeinsam mit dem Salzburger Domchor und dem Nordungarischen Symphonieorchester unter János Czifra im Salzburger Dom
2005 Passionskonzert mit Motetten von Juozas Naujalis, Chorälen von J.S. Bach sowie Orgelwerken von M.K. Čiurlionis und Johann Sebastian Bach mit Vilimas Norkūnas (Orgel), unter Arūnas Pečiulis und Vilimas Norkūnas in der Salzburger Andräkirche.
2006 Mitwirkung beim Bezirks-Chorfest des Salzburger Chorverbandes
2007 Beim 160-Jahr-Jubiläum der Salzburger Liedertafel im Jahr 2007 wurde "Ein Deutsches Requiem" von Johannes Brahms mit litauischen Solisten und Mitgliedern der Jungen Philharmonie Salzburg (Dirigent: Arūnas Pečiulis) erfolgreich aufgeführt. Mit Partnerchören aus Italien und Litauen wurde weiters das Konzert "Salzburg, Brücke zwischen Ostsee und Adria" dargeboten.
2008 Konzertreise nach Italien und Förderkonzert „Von hell- bis dunkelgrün“ – Sommerkonzert gemeinsam mit dem Chor der 2. Klasse des Musik-RG Akademiestraße (Chorleiter: Johannes Rubenz) im Wiener Saal des Mozarteum, am Klavier Darina Naneva
2009 erfolgte die Salzburger Erstaufführung des "Requiem in c-Moll" von Antonio Salieri unter Arūnas Pečiulis in der Franziskanerkirche.
2011 wurden in Dresden und Salzburg anlässlich des Jubiläums "20 Jahre Städtepartnerschaft Salzburg – Dresden" die Requien von Antonio Salieri und W.A.Mozart/F.X.Süßmayr gemeinsam mit dem Partnerchor der Singakademie Dresden an je einem Konzertabend aufgeführt.
2012 Im Zuge einer Umstrukturierung wurde zusätzlich auch der Kammerchor der Salzburger Liedertafel aufgebaut.
2013 Konzertpremiere des Kammerchores der Salzburger Liedertafel mit Passionsmusik aus Litauen (Motetten von Juozas Naujalis, O sacrum convivium von Konradas Kaveckas). Harfe: Maria Renoth, Dirigent: Arūnas Pečiulis

## Künstlerische Leiter seit 1847
- 1847–1850: Alois Taux Mozarteumsdirektor, Komponist, Domkapellmeister
- 1850–1850: Leopold Deisböck Chordirektor, Lehrer am Mozarteum
- 1850–1854: Carl Floegel Dozent der Psychiatrie, Arzt, Forscher
- 1854–1855: Franz Jelinek Domchordirektor, Konzertmeister
- 1855–1858: Carl Floegel
- 1858–1861: Alois Taux
- 1861–1861: Josef Wörnhart Lehrer, Ehrenchormeister
- 1862–1868: Hans Schläger Mozarteumsdirektor, Direktor des Dommusikvereins
- 1868–1868: Franz Jelinek
- 1868–1873: Otto Bach Domkapellmeister, Mozarteumsdirektor
- 1873–1878: Josef Wörnhart
- 1878–1882: Josef Reitter Musiklehrer
- 1882–1910: Josef Friedrich Hummel Komponist, Mozarteumsdirektor, Ehrenchormeister
- 1910–1910: Josef Reiter Mozarteumsdirektor, Professor, Komponist
- 1911–1912: Josef Friedrich Hummel
- 1912–1937: Ernst Sompek Bürgerschuldirektor, Komponist der Salzburger Landeshymne, Ehrenchormeister
- 1937–1939: Rudolf Simmerle Landesgerichtsrat
- 1939–1946: Franz Sauer Domorganist, Mozarteumsprofessor
- 1946–1948: Hermann Ritter von Schmeidel (1894–1953) Mozarteumsprofessor
- 1948–1952: Franz Sauer
- 1952–1954: Robert Kuppelwieser Chordirektor des Landestheaters
- 1954–1959: Leo Ertl Bundeskapellmeister der Militärmusiken, Professor
- 1959–1965: Oskar Peter Mozarteumsprofessor
- 1965–1975: Franz Richter Herf Komponist, Rektor des Mozarteums, Ehrenchormeister
- 1975–1988: Kurt Prestel Mozarteumsprofessor, Chordirektor
- 1988–2004: János Czifra Domkapellmeister, Professor, Ehrenchormeister
- seit 2004: Arūnas Pečiulis Dirigent